# لکس اسشونمیکر
لکس اسشونمیکر (هلندی: Lex Schoenmaker؛ زادهٔ ۲۳ اوت ۱۹۴۷) بازیکن فوتبال اهل هلند است.

## باشگاهی
از باشگاه‌هایی که در آن بازی کرده‌است می‌توان به باشگاه فوتبال فاینورد، باشگاه فوتبال دن هاگ، اشاره کرد.